# Stephen Kerr
Stephen Charles Kerr (Dundee, 26 settembre 1960) è un politico britannico del Partito Conservatore, parlamentare per Stirling dal 2017 al 2019. È stato battuto da Alyn Smith nelle elezioni generali britanniche del 2019..

## Biografia
Kerr è nato a Dundee nel 1960 e cresciuto in un'area comune a Forfar, Angus. Ha frequentato una scuola elementare locale e, successivamente, la Forfar Academy. Ha lasciato la scuola a 16 anni per lavorare in una banca. Dopo essere tornato come missionario per La Chiesa di Gesù Cristo dei Santi degli Ultimi Giorni a Londra, si è laureato all'Università di Stirling con lode in economia. La carriera di Kerr è stata ampiamente spesa lavorando nel mondo degli affari, principalmente nelle vendite e nel marketing. Prima della sua elezione, era a capo dei team di vendita di Kimberly-Clark nel Regno Unito, in Irlanda e in Francia. Lui e sua moglie Yvonne si sono sposati nel 1983 e sono genitori di quattro figli. Hanno vissuto a Bridge of Allan dagli anni '80.
È stato candidato al Partito Conservatore per Stirling alle elezioni generali del 2005 e 2015, dove ha perso la prima volta contro i Laburisti, e la seconda volta contro il Partito Nazionale Scozzese prima di ottenere il seggio nel 2017 con una ristretta maggioranza di 148 voti (0,3%) su Steven Paterson del Partito Nazionale Scozzese.
Ha firmato una lettera al Primo ministro il 16 febbraio 2018, fornendo suggerimenti su come la Gran Bretagna dovrebbe lasciare l'Unione europea.
È membro della Chiesa di Gesù Cristo dei santi degli ultimi giorni, nella quale ha ricoperto diversi incarichi dal 2006 al 2013.